# Astroworld
| Совокупная оценка    | Совокупная оценка |
| Источник             | Оценка            |
| -------------------- | ----------------- |
| AnyDecentMusic?      | [ 3 ]             |
| Metacritic           | 84/100            |
| Оценки критиков      |                   |
| Источник             | Оценка            |
| Consequence of Sound | B                 |
| Entertainment Weekly | B                 |
| Exclaim!             | [ 7 ]             |
| HipHopDX             | [ 8 ]             |
| HotNewHipHop         | 85%               |
| The Independent      | [ 10 ]            |
| NME                  | [ 11 ]            |
| Pitchfork            | [ 1 ]             |
| Rolling Stone        | [ 12 ]            |
| XXL                  | [ 13 ]            |

Astroworld — третий студийный альбом американского рэпера и продюсера Трэвиса Скотта, вышедший 3 августа 2018 года.
В записи альбома приняли участие многочисленные приглашённые певцы, включая таких как Кид Кади, Фрэнк Оушен, Дрейк, Стиви Уандер, The Weeknd, Джеймс Блейк, 21 Savage, Quavo, Juice WRLD, Don Toliver и многие другие. Диск получил положительные отзывы музыкальных критиков и сразу дебютировал на позиции № 1 в американском хит-параде Billboard 200.

## История
В мае 2016 года Скотт впервые анонсировал название нового альбома, а выпуск его изначально планировался на 2017 год.
Название альбома дано в честь закрытого детского парка развлечений Six Flags AstroWorld, расположенного в Хьюстоне, штат Техас. В интервью 2017 года журналу «GQ» Скотт, рассказывая о названии альбома, сказал: «Они разрушили AstroWorld, чтобы построить больше апартаментов. Я думаю, будет лучше если мы вернём его назад, мы хотим, чтобы здание вернулось, поэтому я это делаю, это лучше для города».
Скотт описал альбом как продолжение своего дебютного альбома, Rodeo (2015), утверждая: «Вся моя идея была, если вам пришёлся по душе „Rodeo“, вы определённо западёте и на „Astroworld“. Я просто заканчиваю сагу, которую я начал на своем первом альбоме».
Запись альбома проходила с 2016 по 2018 годы и сопровождалась постами Скотта в социальных медиа. В июле 2018 года появилось сообщение, что Скотт закончил запись альбома на Гавайях, с участием многих музыкантов и продюсеров, включая таких как Майк Дин, Nav, Frank Dukes, Sonny Digital, WondaGurl, Sheck Wes, Gunna, Wheezy, Don Toliver, Allen Ritter и Amir «Cash» Esmailian.

## Композиция
Astroworld — это альбом, в котором сочетаются такие стили как хип-хоп и психоделический рэп, а также включаются отдельные элементы трэп-музыки и психоделической музыки. Песня «Stargazing» была описана как «психоделический трэп», в то время как «Coffee Bean» это «олдскульный хип-хоп с фанк-гитарой». Песня «Skeletons» была названа Pitchfork «калейдоскопической поп-музыкой», в которой ощущается лирическое влияние Канье Уэста.

## Коммерческий успех
В США Astroworld дебютировал на первом месте хит-парада Billboard 200 с тиражом 537,000 альбомных эквивал. единиц, включая 270,000 истинных альбомных продаж. Новый альбом стал вторым чарттоппером Скотта. Вслед за релизом, все 17 треков диска вошли в чарт Billboard Hot 100, включая «Sicko Mode» (на позиции № 4) и «Stargazing» (8), что позволило Скотту стать четвёртым исполнителем в истории сразу дебютировавшим в лучшей десятке top-10 с несколькими синглами одновременно.
21 сентября 2018 года альбом был сертифицирован в платиновом статусе ассоциацией Recording Industry Association of America (RIAA) за 1 млн альбомных эквивалентных единиц в США (включая 392,000 копий истинных альбомных продаж).

## Отзывы
Альбом получил положительные и даже восторженные отзывы музыкальной критики и интернет-изданий: Kairi Coe из XXL, Jordan Bassett из журнала NME, Kassandra Guagliardi из Exclaim! («Astroworld» показывает эволюцию Трэвиса Скотта как художника и является его самым изысканным, творческим и достойным проектом"), Roisin O’Connor из газеты The Independent («футуристическая запись с практически безупречным продакшном, который задерживается в голове после финального трека» и назвал его «самой лучшей работой Скотта на сегодняшний день»), Wren Graves из Consequence of Sound («альбом, полный заразительных мелодий и атмосферных битов»), Thomas Hobbs из Highsnobiety, Larry Fitzmaurice из издания Pitchfork (назвал Astroworld лучшим альбомом Скотта), Christopher Weingarten из журнала Rolling Stone. Сайт Metacritic дал рейтинг в 84 баллов на основе 15 рецензий.

### Итоговые списки
| Публикация           | Список                            | Ранг | Ссылка |
| -------------------- | --------------------------------- | ---- | ------ |
| AllMusic             | Лучшее 2018 года                  | N/A  | [ 32 ] |
| Billboard            | 50 лучших альбомов 2018 года      | 7    | [ 33 ] |
| Clash                | Альбомы 2018 года                 | 2    | [ 34 ] |
| Complex              | 50 лучших альбомов 2018 года      | 2    | [ 35 ] |
| Entertainment Weekly | 20 лучших альбомов 2018 года      | 20   | [ 36 ] |
| Exclaim!             | Топ-10 хип-хоп-альбомов 2018 года | 6    | [ 37 ] |
| The Guardian         | 50 лучших альбомов 2018 года      | 28   | [ 38 ] |
| Highsnobiety         | 25 лучших альбомов 2018 года      | 6    | [ 39 ] |
| The Independent      | 40 лучших альбомов 2018 года      | 13   | [ 40 ] |
| NME                  | Лучшие альбомы 2018 года          | 19   | [ 41 ] |
| Noisey               | 100 лучших альбомов 2018 года     | 7    | [ 42 ] |
| NPR Music            | 50 лучших альбомов 2018 года      | 35   | [ 43 ] |
| Okayplayer           | Лучшие альбомы 2018 года          | 4    | [ 44 ] |
| Pitchfork            | 50 лучших альбомов 2018           | 23   | [ 45 ] |
| Rolling Stone        | 50 лучших альбомов 2018 года      | 6    | [ 46 ] |
| Uproxx               | 50 лучших альбомов 2018 года      | 1    | [ 47 ] |
| Vibe                 | 30 лучших альбомов 2018 года      | N/A  | [ 48 ] |

### Награды и номинации
| Год  | Церемония              | Категория                   | Результат | Ссылка |
| ---- | ---------------------- | --------------------------- | --------- | ------ |
| 2019 | American Music Awards  | Любимый рэп/хип-хоп-альбом  | Номинация | [ 49 ] |
| 2019 | BET Hip Hop Awards     | Альбом года                 | Победа    | [ 50 ] |
| 2019 | Billboard Music Awards | Лучший альбом Billboard 200 | Номинация | [ 51 ] |
| 2019 | Grammy Awards          | Лучший рэп-альбом           | Номинация | [ 52 ] |
| 2019 | Juno Awards            | Международный альбом года   | Номинация | [ 53 ] |

## Список композиций
По данным Tidal.
| №                   | Название                | Автор(ы)                                                                                                 | Продюсеры                                    | Длительность |
| ------------------- | ----------------------- | --- | -------------------------------------------- | ------------ |
| 1.                  | «Stargazing»            | Жак Уэбстер Sonny Uwaezuoke Brandon Korn Brandon Whitfield Samuel Gloade Cydel Young Jamie Lepe Майк Дин | Sonny Digital B Wheezy Bkorn 30 Roc          | 4:31         |
| 2.                  | «Carousel»              | Уэбстер Christopher Breaux Chauncey Hollis                                                               | Hit-Boy                                      | 3:00         |
| 3.                  | «Sicko Mode»            | Уэбстер Дрейк Rogét Chahayed Hollis Ozan Yildirim Young Mirsad Dervic Brytavious Chambers Dean           | Hit-Boy OZ Tay Keith Cubeatz Chahayed MD [b] | 5:12         |
| 4.                  | «R.I.P. Screw»          | Уэбстер Khalif Brown Dean                                                                                | FKi 1st Трэвис Скотт                         | 3:05         |
| 5.                  | «Stop Trying to Be God» | Уэбстер Джеймс Лихерланд Kevin Gomringer Tim Gomringer                                                   | J Beatzz Трэвис Скотт Dean Cubeatz [b]       | 5:38         |
| 6.                  | «No Bystanders»         | Уэбстер Khadimoul Fall Jarad Higgins Ebony Oshunrinde Dean                                               | WondaGurl Gezin Dean TM88 [b]                | 3:38         |
| 7.                  | «Skeletons»             | Уэбстер Abel Tesfaye Kevin Parker Pharrell Williams Reine Fiske Dean                                     | Tame Impala                                  | 2:25         |
| 8.                  | «Wake Up»               | Уэбстер Tesfaye Adam Feeney Rupert Thomas Nima Jahanbin Paimon Jahanbin Dean                             | Frank Dukes Wallis Lane Sevn Thomas          | 3:52         |
| 9.                  | «5% Tint»               | Уэбстер Roberts Young Dean                                                                               | FKi 1st                                      | 3:16         |
| 10.                 | «NC-17»                 | Уэбстер Shayaa Joseph Matthew Samuels Johnny Stefene Dean                                                | Boi-1da Cubeatz Allen Ritter [b]             | 2:37         |
| 11.                 | «AstroThunder»          | Уэбстер Feeney John Mayer Stephen Bruner                                                                 | Frank Dukes Thundercat Mayer Трэвис Скотт    | 2:23         |
| 12.                 | «Yosemite»              | Уэбстер June James Sergio Kitchens Navraj Goraya                                                         | James Turbo                                  | 2:30         |
| 13.                 | «Can't Say»             | Уэбстер Feeney Uwaezuoke Don Toliver Oshunrinde London Cyr Dean                                          | WondaGurl Frank Dukes Cyr [b]                | 3:18         |
| 14.                 | «Who? What!»            | Уэбстер Ronald LaTour Gloade Quavious Marshall Kirshnik Ball                                             | Cardo 30 Roc                                 | 2:56         |
| 15.                 | «Butterfly Effect»      | Уэбстер Shane Lindstrom Donald Paton                                                                     | Murda Beatz Felix Leone [a]                  | 3:11         |
| 16.                 | «Houstonfornication»    | Уэбстер Thomas N. Jahanbin P. Jahanbin                                                                   | Sevn Thomas Wallis Lane                      | 3:38         |
| 17.                 | «Coffee Bean»           | Уэбстер Young Paul Jefferies Tim Suby Dean                                                               | Nineteen85                                   | 3:29         |
| Общая длительность: | Общая длительность:     | Общая длительность:                                                                                      | Общая длительность:                          | 58:33        |

Notes
- ↑  сопродюсер
- ↑  неуказанный дополнительный продюсер[55][56]
- Все треки стилизованы большими прописными буквами.
- «Carousel» при участии дополнительного вокала Фрэнка Оушена[57]
- «Sicko Mode» при участии дополнительного вокала Дрейка и эдлибов Swae Lee[57]
- «R.I.P. Screw» при участии дополнительного вокала Swae Lee[57]
- «Stop Trying to Be God» при участии дополнительного вокала Philip Bailey, Джеймс Блейка, Кида Кади и гармоника в исполнении Стиви Уандера[58][59]
- «No Bystanders» при участии дополнительного вокала Sheck Wes и Juice WRLD[57]
- «Skeletons» при участии дополнительного вокала The Weeknd и Фаррелла Уильямса[60]
- «Wake Up» при участии дополнительного вокала The Weeknd[57]
- «NC-17» при участии дополнительного вокала 21 Savage[57]
- «Yosemite» при участии дополнительного вокала Gunna и Nav[57]
- «Can’t Say» при участии дополнительного вокала Don Toliver[57]
- «Who? What!» при участии дополнительного вокала Quavo и Takeoff (из группы Migos)[57]

## Чарты
| Чарт (2018)                            | Высшая позиция |
| -------------------------------------- | -------------- |
| Австралия (ARIA)                       | 1              |
| Австрия (Ö3 Austria)                   | 4              |
| Бельгия/Фландрия (Ultratop)            | 1              |
| Бельгия/Валлония (Ultratop)            | 2              |
| Канада (Canadian Albums Chart)         | 1              |
| Дания (Hitlisten)                      | 1              |
| Нидерланды (Album Top 100)             | 2              |
| Финляндия (Suomen virallinen lista)    | 2              |
| Германия (Offizielle Top 100)          | 4              |
| Венгрия (MAHASZ)                       | 32             |
| Ирландия (IRMA)                        | 2              |
| Italian Albums (FIMI)                  | 1              |
| New Zealand Albums (RMNZ)              | 1              |
| Норвегия (VG-lista)                    | 1              |
| Шотландия (Scottish Albums Chart)      | 39             |
| Swedish Albums (Sverigetopplistan)     | 1              |
| Швейцария (Schweizer Hitparade)        | 2              |
| Великобритания (UK Albums Chart)       | 3              |
| Великобритания (UK R&B Albums Chart)   | 2              |
| США, Billboard 200                     | 1              |
| США (Billboard Top R&B/Hip-Hop Albums) | 1              |

| Чарт (2018)                        | Позиция |
| ---------------------------------- | ------- |
| Australian Albums (ARIA)           | 33      |
| Belgian Albums (Ultratop Flanders) | 61      |
| Belgian Albums (Ultratop Wallonia) | 181     |
| Canadian Albums (Billboard)        | 13      |
| Danish Albums (Hitlisten)          | 12      |
| Dutch Albums (MegaCharts)          | 38      |
| New Zealand Albums (RMNZ)          | 32      |
| Swedish Albums (Sverigetopplistan) | 47      |
| UK Albums (OCC)                    | 68      |
| US Billboard 200                   | 7       |

## Сертификации
| Регион | Сертификация  | Продажи   |
| --- | ------------- | --------- |
| Австралия (ARIA) | Платиновый    | 70 000    |
| Австрия (IFPI Austria) | Золотой       | 7500      |
| Бразилия (ABPD) | Бриллиантовый | 160 000   |
| Канада (Music Canada) | 5× Платиновый | 400 000   |
| Дания (IFPI Danmark) | 3× Платиновый | 60 000    |
| Франция (SNEP) | Платиновый    | 100 000   |
| Германия (BVMI) | Золотой       | 100 000   |
| Италия (FIMI) | 2× Платиновый | 100 000   |
| Мексика (AMPROFON) | Золотой       | 30 000    |
| Новая Зеландия (RMNZ) | 4× Платиновый | 60 000    |
| Польша (ZPAV) | Золотой       | 10 000    |
| Сингапур (RIAS) | Золотой       | 5000*     |
| Швеция (GLF) | Платиновый    | 30 000    |
| Швейцария (IFPI Switzerland) | Платиновый    | 20 000    |
| Великобритания (BPI) | Платиновый    | 300 000   |
| США (RIAA) | 4× Платиновый | 4 000 000 |
| * Данные о продажах приведены только на основе сертификации. · Данные о продажах + прослушиваниях приведены только на основе сертификации. |               |           |